# MINNIE (歌手)
MINNIE（ミニー、1966年 - ）は日本の歌手。北海道北見市出身。

## 経歴
- 1985年頃、北海道のベッシーホールで経理のアルバイトをしながらアマチュア歌手としての活動を開始する。
- 1986年、北海道のインディーズレーベルであるパラダイスレコードにて、シングルとアルバムを1枚ずつ制作[1]。
- その後上京し、1988年にCBSソニーよりメジャーデビュー[2]。
- 1988年夏、CBSソニーの創立20周年を記念して結成されたユニット「NEW BLOOD」のメンバーとして[注 1]、コンサート『NEW BLOOD 88-89』に参加[3]。
- 1993年に北海道へ戻る[2]。

## 評価
- アマチュア時代は「リトルダイナマイト」と呼ばれ[4]、地元の北海道ではスターのような存在だった[1]。
- メジャーデビュー後は「レディース版久保田利伸」として売り出されていた[5]。

## ディスコグラフィ

### シングル
| #            | タイトル                | 発売日        | 規格品番  | 形態    | 発売元             |
| ------------ | ----------------------- | ------------- | --------- | ------- | ------------------ |
| インディーズ | Do You Ever Think Of Me | 1986年4月1日  | PAS-101   | 7インチ | パラダイスレコード |
| 1st          | Like A Rainbow          | 1988年3月5日  | 07SH-3034 | 7インチ | CBS・ソニー        |
| 1st          | Like A Rainbow          | 1988年5月21日 | 10EH-3034 | 8cmCD   | CBS・ソニー        |
| 2nd          | SHERRY MOONにくちづけ   | 1989年3月21日 | 10EH-3263 | 8cmCD   | CBS・ソニー        |

### アルバム
| #            | タイトル           | 発売日         | 規格品番  | 形態 | 発売元             |
| ------------ | ------------------ | -------------- | --------- | ---- | ------------------ |
| インディーズ | ロケット88         | 1987年         | PMR-101   | LP   | パラダイスレコード |
| 1st          | RAINBOW            | 1988年4月21日  | 28AH-5007 | LP   | CBS・ソニー        |
| 1st          | RAINBOW            | 1988年4月21日  | 32DH-5007 | CD   | CBS・ソニー        |
| 2nd          | SHERRY MOON        | 1989年4月21日  | 32DH-5234 | CD   | CBS・ソニー        |
| 3rd          | Ole!               | 1990年9月1日   | CSCL-1482 | CD   | CBS・ソニー        |
| 4th          | 想い出じゃ眠れない | 1991年11月21日 | SRCL-2194 | CD   | ソニーレコード     |

## テレビ出演
- ジャストポップアップ（NHK総合、1988年11月19日）[6]